# Бенжамін Тома
Бенжамін Тома (фр. Benjamin Thomas; нар. 12 вересня 1995) — французький велогонщик, бронзовий призер Олімпійських ігор 2020 року, чемпіон світу та Європи.

## Виступи на Олімпіадах
| Олімпіада  | Дисципліна | Місце |
| ---------- | ---------- | ----- |
| Токіо 2020 | омніум     | 4     |
| Токіо 2020 | медісон    | 3     |